# یواس‌ان‌اس سروان ریموند او بودوین (تی-ای‌پی-۱۸۹)
یواس‌ان‌اس سروان ریموند او بودوین (تی-ای‌پی-۱۸۹) (به انگلیسی: USNS Lt. Raymond O. Beaudoin (T-AP-189)) یک کشتی بود که طول آن 455 ft بود. این کشتی در سال ۱۹۴۵ ساخته شد.